# (35746) 1999 GX31
1999 GX31 (asteroide 35746) é um asteroide da cintura principal. Possui uma excentricidade de 0.15561860 e uma inclinação de 5.16535º.
Este asteroide foi descoberto no dia 7 de abril de 1999 por LINEAR em Socorro.